# Polskie Towarzystwo Ginekologów i Położników
Polskie Towarzystwo Ginekologów i Położników, (dawniej Polskie Towarzystwo Ginekologiczne, PTG) – towarzystwo naukowe z siedzibą w Warszawie, założone w 1922.
Polskie Towarzystwo Ginekologów (PTG) powstało w roku 1922, a decyzją Walnego Zgromadzenia PTW w roku 2017 zmieniło nazwę na Polskie Towarzystwo Ginekologów i Położników (PTGiP).
Narodowe towarzystwo naukowe i zawodowe, zrzesza ok. połowy czynnych naukowo ginekologów i położników, w tym ponad 100 profesorów tytularnych, w 17 wojewódzkich oddziałach. Członkowie Towarzystwa spotykają się corocznie na Walnych Zebraniach. PTG prowadzi prace naukowe, dydaktyczne i popularyzatorskie z ginekologii i położnictwa. Za swoją działalność PTG było wielokrotnie nagradzane tak prestiżowymi nagrodami jak Perła Mądrości. Główną ideą PTG jest gromadzenie najlepszych specjalistów z dziedziny ginekologii, wymiana doświadczeń, rozwój oraz analiza przypadków, zgłębianie wiedzy na temat położnictwa oraz ginekologii w Polsce. Obecna siedziba Towarzystwa znajduje się przy ul. Cybernetyki 7F/87 w Warszawie. 
Prezesami PTG, następnie PTGiP byli w przeszłości Rudolf Klimek, Janusz Woytoń, Longin Marianowski, Marian Szamatowicz, Stanisław Różewicki, Wiesław Szymański, Marek Spaczyński (2004-2006), Jan Kotarski (2007-2009), Ryszard Poręba (2010-2012), Przemysław Oszukowski (2013-2015), Mirosław Wielgoś (2016-2018) W 2021 prezesem PTGiP w kadencji 2022-2024 został wybrany Piotr Sieroszewski.